# Hey! Hey! Cowboy
Pour plus de détails, voir Fiche technique et Distribution.
Hey! Hey! Cowboy est un film muet américain réalisé par Lynn Reynolds et Edward Laemmle, sorti en 1927.

## Fiche technique
- Titre : Hey! Hey! Cowboy
- Réalisation : Lynn Reynolds
- Scénario : Lynn Reynolds
- Photographie : Harry Neumann
- Direction artistique : David S. Garber
- Producteur : Carl Laemmle
- Société de production :  Universal Film Manufacturing Company
- Société de distribution :  Universal Film Manufacturing Company
- Pays de production :  États-Unis
- Langue : film muet avec les intertitres en anglais
- Métrage : 1 639,25 m (7 bobines)
- Format : Noir et blanc — 35 mm — 1,33:1 — Muet
- Genre : Comédie, Western
- Durée : 60 minutes (1 h 0)
- Dates de sortie : 
  - États-Unis : 3 avril 1927
  - Royaume-Uni : 13 juin 1927

## Distribution
- Hoot Gibson : Jimmie Roberts
- Nick Cogley : Julius Decker
- Kathleen Key : Emily Decker
- Wheeler Oakman : John Evans
- Clark Comstock : Joe Billings
- Monte Montague : Hank Mander
- Milla Davenport : tante Jane
- Jim Corey : Blake
- Slim Summerville : Spike Doolin